# 冀时办
冀时办是由河北省委、省人民政府主导开发的全省统一政务服务平台，旨在深化放管服改革。2022年8月8日，“冀时办”全渠道用户数量突破1亿，手机软件安装量亦突破了2000万。